# Pertoltice, Liberec
Pertoltice là một làng thuộc huyện Liberec, vùng Liberecký, Cộng hòa Séc.